# Sigismund Albicus
Sigismund Albicus, nemški rimskokatoliški nadškof, zdravnik in pedagog, * 1347, Mährisch-Neustadt, † 1427.
Po dvajsetih letih predavanja medicine na Karlovi univerzi v Pragi je leta 1409 postal nadškof Prage.